# 反革命

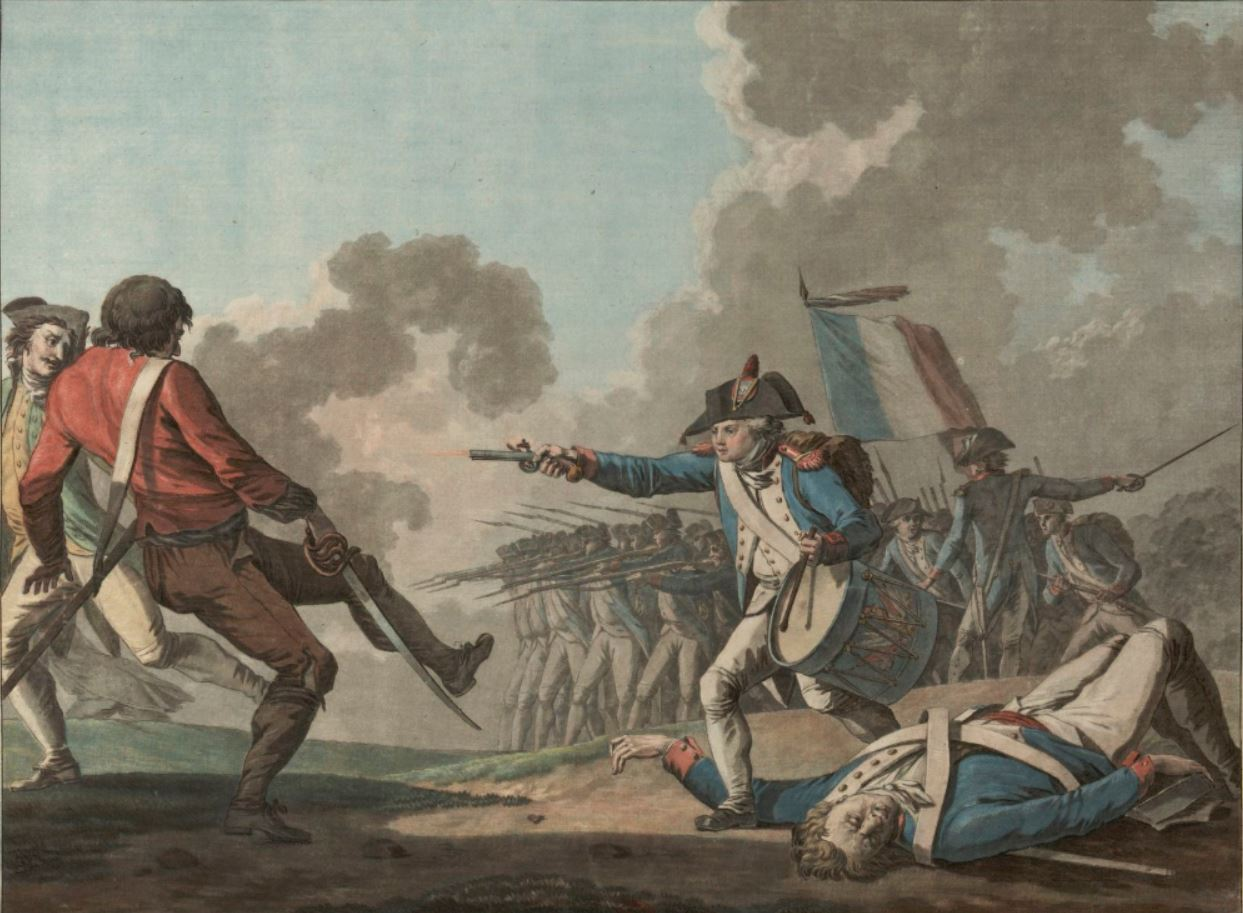
旺代戰爭是一次保王党起义，其随后于1796年被共和派军队镇压

反革命是指一切反对革命，与革命政权对立，进行破坏活动，试图推翻革命政权的人或行为。该词最早出現在法國大革命，雅各賓派認為旺代省的保皇黨、天主教皇家部隊、大不列顛王国援軍等為反革命，帶貶义意。
原本「反革命」与「革命」一样同属于中性词，但在共產國家革命發展的過程中，反革命被視為嚴重的負面行為，成为政治犯的罪名。
「反革命」通常被用来对政敌的攻击。1924年前後，在中國國民黨聯俄容共時期的政治宣傳與演講中，這個詞彙本身已經轉向一種帶有嫌惡意涵的負面評述，在國共分途後，雙方互執過去齊心打造的「反革命」互相攻訐；最明顯的如国共内战期间，国共双方互指对方为“反革命”。1950年代，毛泽东發起「镇压反革命运动」，處決「反革命分子」，雖然在時空背景與政治條件殊異狀況之下，比對1930年代對反革命分子的審理，有某方面巧妙的相似。文化大革命期间，也有红卫兵派系宣称自己拥护毛主席而指责敌对派系为「反革命」。中共九届二中全会期间，毛泽东与林彪因是否重设国家主席问题上爆发冲突，毛泽东强调自己不当国家主席，将“设国家主席”定性为“反革命纲领”。1989年，北京市发生六四事件，官方称北京市发生严重的「反革命暴乱」，国务院总理李鹏发布戒严令。戒严部队以武力开进天安门广场进行清场。
「反革命事件」的說法並非中國獨有，前蘇聯及其他國家的共產黨也使用：如1917年俄國革命後，一批批的帝俄貴族，多以反革命名目，執行死刑。

## 話語流變

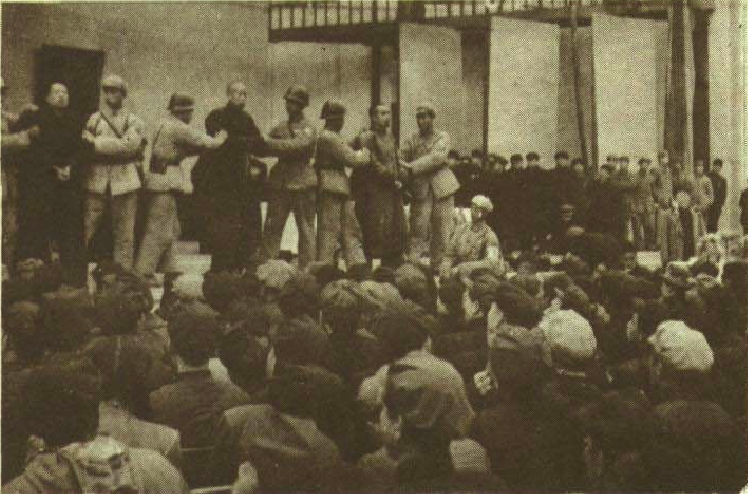
1951年3月24日北京市人民政府于中山公园音乐堂召开会议讨论惩治反革命犯罪问题

中國最早出現「反革命」字彙，不晚於1917年，這年在中國的報刊上對於俄國革命報導中有記者使用「反革命」稱呼帝俄時期留下的殘存武裝與貴族等反對勢力；發生在廣州國民政府統治下1924年廣州商團事件中，《廣州民國日報》與《嚮導》對事件的報導與評論內，有意識地運用相關話語進行政治宣傳，同時，在黃埔軍校內或一般南方民間開始廣泛運用「反革命」一語，以至於當時人在北方的唐有壬大加撻伐，稱：「有一種流行名詞『反革命』，專用以加於政敵或異己者。只這三個字便可以完全取消異己者之人格，否認異己者之舉動。……被加這種名詞的人，頓覺得五內惶惑，四肢無主，好像宣布了死刑似的」。這組詞彙在北伐一開始就帶有負面意義，在國民革命軍北伐前與行進過程中，眾多軍事電文、各地民眾響應呈文、官方宣傳或南方的機關報內，「反革命」一語幾乎等同正在討伐的北洋軍閥；然而隨著軍事行進推演到長江中下游一帶，唐有壬「死刑似的」一語成讖，武漢國民政府在有留俄背景司法部長徐謙主導下，真將〈反革命罪条例〉成為一紙刑事法規，而首次審判的，是前隸吳佩孚部的陳嘉謨與劉玉春，審判日期僅在法規公布隔日，根據報載，當日圍觀者眾，群情激亢，然身為軍事將領的蔣介石聽聞此事卻不甚愉快。  1928年3月9日，南京国民政府公布《暂行反革命治罪法》。
在改革开放前的中华人民共和国政治中， 反革命分为现行反革命和历史反革命两类。1950年3月，中國共產黨中央委員會發布《镇压反革命活动的指示》，10月中共中央又发出《关于纠正镇压反革命活动的右倾偏向的指示》。从1950年冬开始，在全国范围开展了镇压反革命运动。运动打击的重点是土匪、特务、恶霸、反动会道头子和反动党团骨干分子。为了加强对运动的领导，1951年2月12日，中央人民政府颁布了《中华人民共和国惩治反革命条例 （页面存档备份，存于）》，明确“凡以推翻人民民主政权，破坏人民民主事业为目的的各种反革命行为都构成反革命罪”。反革命分子被分为十一类：
1. 特务间谍；
2. 反动党团骨干分子；
3. 反动会道门头子；
4. 恶霸；
5. 土匪；
6. 胡风反革命集团分子；
7. 托匪分子；
8. 汉奸；
9. 蒋匪军、政、警、宪、特人员中的反革命分子；
10. 敌对阶级中的反革命分子；
11. 其他现行反革命破坏分子。

现行反革命分子则指：
- 勾结帝国主义背叛祖国；
- 策动、勾引、收买公职人员、武装部队或民兵进行叛变、持械聚众叛乱的主谋者、指挥者及其他罪恶重大者；
- 间谍或资敌行为者；
- 参加反革命特务或间谍组织；
- 利用封建会门，进行反革命活动者；
- 以反革命为目的，策谋或执行破环、杀害行为；
- 以反革命为目的，有挑拨、煽惑行为；
- 以反革命为目的偷越国境者；
- 聚众劫狱或暴动越狱，其组织者、主谋者、积极参加者；
- 窝藏、包庇反革命罪犯者。

20世纪70年代末至90年代初尼加拉瓜亲美反共反政府的右翼反叛团体，自称为“反革命组织”（西班牙语：Contra，为la contrarrevolución的缩写）。